# Akadisches Französisch

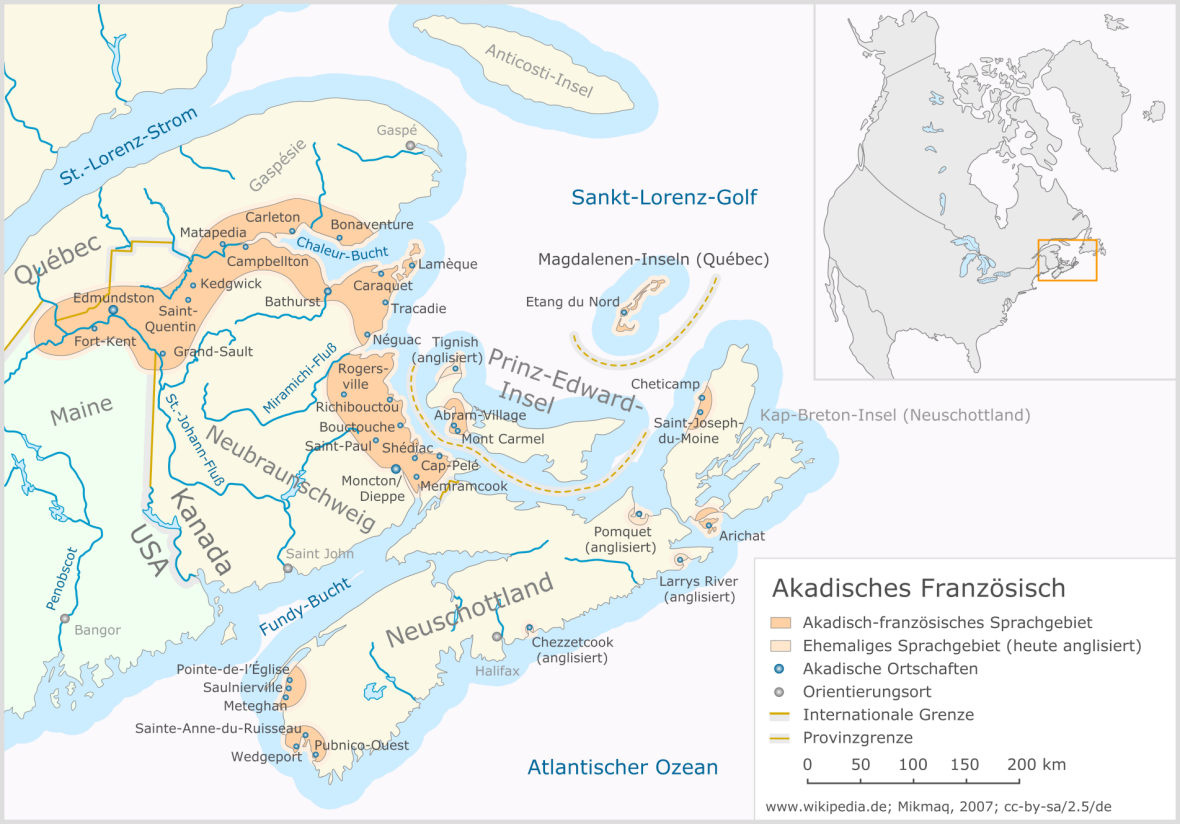
Akadisch-französisches Sprachgebiet

Das akadische Französisch (oder auch: das Akadisch, französisch français acadien) ist ein Regiolekt der französischen Sprache, die in den ostkanadischen Seeprovinzen (frz.: provinces maritimes) sowie Regionen Québecs (Baie des Chaleurs, Basse-Côte-Nord, Magdalenen-Inseln) und dem US-amerikanischen Bundesstaat Maine (besonders im Saint-John-Flusstal) von der dort lebenden frankophonen Bevölkerung, den Akadiern, gesprochen wird.

## Ursprünge
Wie andere französische Varietäten, die mit der französischen Kolonialisierung nach Amerika gelangten, zeigt das akadische Französisch eine von dem im Europa gesprochenen Französisch autonome Entwicklung. Es zeigt teils archaische (altertümliche), teils innovative und teils aus dem Englischen übernommene Sprachmerkmale. Manches im Wortschatz sowie weitere Charakteristika erinnern an das Französisch, das zu Rabelais’ und Molières Zeiten gebräuchlich war. Akadisch ist kein einheitlicher Dialekt, sondern weist wegen des weitläufigen Siedlungsgebiets der Sprecher regionale Unterschiede auf. Überdies gibt es, wie in allen Sprachen, sprachliche Unterschiede bei Sprechern verschiedener Generationen oder sozialer Gruppen.
Linguisten sind sich über die Ursprünge des Akadischen uneinig. Die meisten Siedler kamen aus der westfranzösischen Gegend um Loudun. Das erklärt auch den bedeutenden Einfluss der westlichen Oïl-Sprachen (z. B. Angevin, Manceau und Tourangeau) im Gegensatz zu dem im 17. Jahrhundert vorherrschenden Pariser Französisch. Typisch sind hierfür das Zungenspitzen-r und die Aussprache der im europäischen Französischen stumm gewordenen Endsilbe -ent [ɑ̃] bzw. [ɔ̃] in der 1. oder 3. Person Plural der Verben auf -er.
Die Mundart der Gaspésie-Halbinsel, die zur Provinz Québec gehört, erinnert stark an das Jèrriais, den Dialekt der Kanalinsel Jersey. Während der Jerseye auf Jèrriais j’avons ieu sagt, so drückt ein Akadier das mit j’avons eu aus, was man im Hochfranzösisch mit nous avons eu wiedergibt. Ebenso gibt es enge Verwandtschaften zum Angevinischen, da Loudun, der Herkunftsort der meisten Siedler, dem angevinischen Sprachkreis angehörte. Ein Beispiel hierfür ist die Eigenart, die 1. Person Plural mit je wiederzugeben: j’allons, je sons, j’avons (hochfranzösisch: nous allons, nous sommes, nous avons). Diese Eigenart der akadischen Sprache wurde in der Frankophonie besonders durch die Romanfigur Sagouine im gleichnamigen Roman La Sagouine bekannt, die von der akadischen Roman- und Theaterautorin Antonine Maillot erschaffen wurde. Das Personalpronomen je wird aber auch, wie im Hochfranzösischen, für die 1. Person Singular gebraucht, wobei im Arkadischen eche (oder e’je, ej) gebräuchlicher ist, das auf dem Satz vorangestelltes et je (et je, est-ce quand usf.) zurückgeht. Dieser Sprachzug ist auch aus dem louisianischen Cajun bekannt.
Da die angevinische Seneschallate von Loudun mit der Revolution an das (in der heutigen Region Nouvelle-Aquitaine liegende) Vienne angeschlossen wurde, hatte man lange angenommen, dass die akadischen Siedler aus Loudun aus der Provinz Poitou kämen und dass ihre Sprache ursprünglich poitevinisch gewesen sei. Wittmann (1995, 1996) hat aber nachgewiesen, dass die Seneschallate von Loudun bis 1789 der Provinz Anjou zugehörte und dass der Dialekt von Loudun dem angevinischen Sprachkreis angehört. Das Hauptaugenmerk liegt hierbei auf dem Vergleich von Akadisch/Angevinisch j’avons, ils avont (1. und 3. Person Mehrzahl von avoir ‚haben‘) mit Poitevinisch y’avons, l’avont (aus i + V, lè + V).
Viele Muttersprachler aus anderen französischsprachigen Regionen, wie Frankreich, Belgien, der Schweiz oder auch Québec, haben anfänglich Schwierigkeiten das Akadische zu verstehen, da man es selten außerhalb der Seeprovinzen vernimmt.
Wie in anderen französischen Dialekten stößt man auch im Akadischen oft auf Wörter, die englischen Ursprungs zu sein scheinen, in Wirklichkeit aber veraltete französische Wörter sind, die vor langer Zeit von den Engländern selbst aus dem Französischen bzw. Anglo-normannischen übernommen wurden.

## Phonetik und Phonologie
1. Eine in der gesamten Frankophonie markante Eigenheit des Akadischen ist die Bewahrung der Aussprache des h aspiré, des im Standardfranzösischen stummen [h]. Beispielsweise werden haut, heurter, hurler nicht wie im Standardfranzösischen ['o], ['œʀte], ['yʀle], sondern [ho], [hœrte], [hɔrle] ausgesprochen.
2. Die Plosive [t, d] und [k, g] werden vor vorderen geschlossenen Vokalen und Halbvokalen palatalisiert. Zum Beispiel: cuire (hochfrz.: [kɥiʀ]) wird demnach [tʲɥir], qui (hochfrz.: [ki]) [tʲi] ausgesprochen usw. Des Weiteren werden c und qu vor Vokalen zu tch [tʃ].
  1. Wenn [k], [kɥ], [kʏ], in manchen Fällen auch [t] vor einem Vorderzungenvokal stehen, werden sie [tʃ] ausgesprochen. Zum Beispiel: cœur [kœʀ], queue [kø], aucun [okœ̃], cuillère [kɥijɛʀ], quelque [kɛlkə], coquiner [kɔkine], quelqu’un [kɛlkœ̃], cul [kʏ] und tas [tɑ] werden [tʃœr] tchœur [tʃø] tcheue [otʃɛ̃w] autchun [tʃɥijer] tchuillére [tʃœt] tcheute [kɔtʃine] cotchiner [tʃœtʃɛ̃w] tcheutche’un [tʃʏ] tchu und [tʃɑ] tchâ ausgesprochen und in umgangssprachlichen Texten auch entsprechend phonetisch geschrieben.
  2. [g] wird vor einem Vorderzungenvokal, je nach Region, zu [dʒ] bzw. [j]. Zum Beispiel: gueule (hochfrz.: [gœl]) spricht sich [dʒœl] bzw. [jœl] aus; baguette (hochfrz.: [bagɛt]) wird phonetisch zu [bajɛt].
  3. [dj] wird ebenso vor einem Vorderzungenvokal, je nach Region, zu [dʒ] bzw. [j]. Zum Beispiel: bon dieu (hochfrz.: [bɔ̃djø]) wird [baɔ̃dʒø] bzw. [baɔ̃jø] ausgesprochen; diable (hochfrz.: [djɑbl]) spricht sich [dʒɑb(l)] oder [jɑb(l)] aus; diamant (hochfrz.: [djamɑ̃]) wird [dʒamɑ̃] bzw. [jamɑ̃] ausgesprochen; auch im Wortinnern: acadien (hochfrz.: [akadjɛ̃]) spricht sich [akadʒɛ̃w] bzw. [akajɛ̃w] aus.
  4. [tj] oder seltener auch [t] werden meistens zu [kj] bzw. [k] oder [tʃ]. Das Wort amitié (hochfrz.: [amitje]) spricht sich also, je nach Region, [amikje] oder [amitʃe] aus und wird auch manchmal in umgangssprachlichen Texten entsprechend phonetisch orthographiert (amiquié, amitché).
3. Auch in der Phonologie unterscheidet sich das akadische Französisch vom Standardfranzösischen; so wird e [ɛ] zu a [a] oder [ɑ], wenn es vor r, l oder s steht. Zum Beispiel: gouvernement (hochfrz.: [guvɛʀnəmɑ̃]) wird demnach [guvarnəmɔ̃w] ausgesprochen und in umgangssprachlichen Texten auch gouvarnement orthographiert.
  1. Wenn [ɛʀ] vor einem Konsonanten steht, wird es häufig zu [a(r)] bzw. [ɑ(r)]. Zum Beispiel: chercher (hochfrz.: [ʃɛʀʃe]), vert (hochfrz.: [vɛʀ]), perdre (hochfrz.: [pɛʀdʀ]), verre (hochfrz.: [vɛʀ]), terre (hochfrz.: [tɛʀ]), merveilleux (hochfrz.: [mɛʀvɛjø]) werden [ʃarʃe], [vart], [pɑrd(r)], [vɑr], [tɑr], [ma(r)vɛju] ausgesprochen.
  2. Vor r steht immer ein geschlossenes é [e]. Bspw.: derrière (hochfrz.: [dɛʀjɛʀ]) oder prière (hochfrz.: [pʀijɛʀ]) werden [dɑrjer] derriére, dârriére und [prijer] priére ausgesprochen und in umgangssprachlichen Texten auch entsprechend phonetisch orthographiert.
  3. Weiterhin hat das akadische Französisch ein instabiles r, was bedeutet, dass das r am Ende eines Infinitivs nicht gesprochen wird. Hierbei handelt es sich um einen Archaismus aus dem 17. Jahrhundert. Insbesondere verstummt das [ʀ] in den Endungen -bre und -dre, so dass Wörter, wie libre (hochfrz.: [libʀ(ə)]), arbre (hochfrz.: [aʀbʀ(ə)]), vendre (hochfrz.: [vɑ̃dʀ(ə)]) – [lib], [ɑ(r)b], [wɛ̃wd] ausgesprochen werden.
4. Des Weiteren wird ch- [ʃ], wenn es am Anfang eines Wortes steht, [x] ausgesprochen. (z. B.: champ [xaɔ̃w(p)] im Gegensatz zum Hochfrz.: [ʃɑ̃].)
5. Durch den zu Beginn der Kolonisation sowie in einigen südlichen Regionen Frankreichs sprachlich starken Einfluss des Portugiesischen erklärt sich die Aussprache von -in-, -ein-, -im-, -eim-, -ain-, -aim-, (nach e, i oder y) -en-, em- (hochfrz.: [ɛ̃]); -an-, -am-, -en-, -em- (hochfrz.: [ɑ̃]); -on- (hochfrz.: [ɔ̃]) im akadischen Französisch zusammen etwa so: [aɔ̃], [ɔ̃w] oder [ɛ̃w]. (z. B.: pont [paɔ̃] im Gegensatz zum Hochfrz.: [pɔ̃].)
6. Das Graphem -oi- bzw. -oy- spricht sich [o], [oe], [ue], [wɛ] aus. (z. B.: oiseau [wɛzo] im Gegensatz zum Hochfrz.: [wazo], voyage [wɛjɑʒ] (meistens, wenn es im Sinne von „Reise“ gebraucht wird) oder [wujɑʒ] (meistens, wenn es im akadischen Sinne von „Fuhre“, „Ladung“ gebraucht wird) im Gegensatz zum Hochfrz.: [vwajaʒ].)
7. Das [ɔ] wird, wenn es vor einer Doppelung steht, zu einem [u]. Zum Beispiel, in Wörtern, die -onne- (hochfrz.: [ɔn]), -omme- [ɔm], -osse- [ɔs] etc. enthalten, wird die Aussprache zu [un], [um], [us]. (z. B.: adonner [adune] im Gegensatz zum Hochfrz.: [adɔne]); homme [(h)um] im Gegensatz zum Hochfrz.: [ɔm]; bonne [bun] im Gegensatz zum Hochfrz.: [bɔn]; communauté [kumʏnokje] im Gegensatz zum Hochfrz.: [kɔmʏnote].)
8. Die Bewahrung der Aussprache des im Standardfranzösischen stummen auslautenden [t]. Zum Beispiel: bout (hochfrz.: [bu]), lit (hochfrz.: [li:]), vert (hochfrz.: [vɛʀ]) etc., werden [but], [li:t], [vart] usw., ausgesprochen.
  1. Hierbei ist es auch üblich, ein phonetisches [t] an Wörter zu hängen, das im Standardfranzösischen nicht vorhanden ist; so zum Beispiel: ici spricht sich [isit] aus, aussi wird phonetisch zu [osit], -ci wird zu [sit] etc. Die Aussprache des phonetischen [t] wird in umgangssprachlichen Texten auch orthographiert (bspw.: icitte, aussite, -citte etc.).[3][4]

## Morphologie
Auch in der Morphologie existieren Archaismen.
Archaisch ist die Verbalendung auf -ont in der 3. Person Plural und deren Bewahrung der Aussprache. Zum Beispiel: ils travaillont [i'travɑjɑ̃] bzw. [i'travɑjɔ̃] im Gegensatz zum Standard-Französischen ils travaillent [il'tʀavaj].
Ebenso archaisch ist die Verwendung der Verbalendung auf -ons in der 1. Person Plural in Verbindung mit je. Zum Beispiel: j’avons, je sons etc. im Gegensatz zum Standardfranzösischen nous avons, nous sommes usw.
Avoir wird als Hilfsverb generalisiert, zum Beispiel: il a revenu im Gegensatz zum Standard-Französischen il est revenu. Manche Linguisten sehen hierin einen morphologischen Anglizismus.
Unregelmäßige Verben werden häufig regelmäßig konjugiert. Zum Beispiel: ils faisont, vous disez, ils avont etc., im Gegensatz zum Standard-Französischen ils font, vous dites, ils ont usw.
Weiterhin gibt es in der Morphologie viele Anglizismen. Zum Beispiel: Je vous phonérai back im Gegensatz zum Standard-Französischen Je vous rappelerai.
Auch bei Syntagmen gibt es einige Lehnübersetzungen aus dem Englischen. Beispielsweise wurde die englische verbale Redewendung (to) apply for sth. „etw. beantragen“ vom akadischen Französisch in der Form von appliquer pour qqch übernommen und ersetzt damit die standardfranzösische verbale Redewendung faire la demande de qqch.
Daneben gibt es Archaismen aus dem Französischen des 17. Jahrhunderts, zum Beispiel bei der Verwendung von Präpositionen, zum Beispiel: aider à qqn für das standardfranzösische aider qqn. Dementsprechend formuliert man Il faut leur aider anstatt des standardfranzösischen Il faut les aider.

## Wortschatz
Im Wortschatz findet man ebenfalls Archaismen, so beispielsweise menterie „Lüge“ im Gegensatz zum standardfranzösischen mensonge, bailler „geben“ im Gegensatz zum standardfranzösischen donner; sowie viele Anglizismen, wie z. B.: watcher für das standard-französische regarder.
Des Weiteren gibt es auch einige akadische Dialektismen. So bezeichnet man zum Beispiel das Fenster nicht wie im Standard-Französischen als fenêtre, sondern als châssis. Im Standard-Französischen wiederum hat châssis in diesem Zusammenhang ausschließlich die Bedeutung „Fensterrahmen“.

## Akadisch als Literatursprache
Der Aufschwung des akadischen Kulturlebens ab den 1960er Jahren sowie die rechtliche Stärkung der kanadischen Minderheitensprachen (Ergänzung des Amtssprachengesetzes, 1987) führten zur häufigeren Nutzung des akadischen Französisch in der Literatur der Region. Das im Südosten der Provinz Nouveau-Brunswick gesprochene Chiac, ein Amalgam aus Akadisch und Englisch, sticht dabei besonders heraus.
Antonine Maillet (La Sagouine, 1971), Gérald Leblanc (Cri de terre: Poemes, 1972), Herménégilde Chiasson und Paul Bossé (Empreintes, 2002) setzen das Akadische in ihren Arbeiten ein. France Daigle, die es anfänglich nur in Dialogen nutzte, legte mit Pour Sûr (2011) einen vollständig auf Chiac verfassten Roman vor.
Beispiel aus Gérald Leblancs Jazz Break (1975):

„rush de mots sans bon sens arc-en-ciel de musique me jazzent....toune de violon complainte cantique de Louisiane me bluesent....ta chair chaude et tes cheveux et tes mains et tes jambes et ton ventre jazzent la nuit ta parlure d’acadie rock mes saison....les chiac jazz dans les gris des trottoirs“